# Alquerías de Mossén Povo
La alquería de Mossén Povo, se encuentra ubicada en la huerta de Beniferri, en el distrito de Poblados del Oeste, de la ciudad de Valencia. Se trata de una construcción datada de época medieval, que ha ido sufriendo modificaciones a lo largo de la historia, entre las que destaca la acontecida desde finales del siglo XVIII a principios del siglo XX, para dar cobijo a la gran cantidad de mano de obra que era precisada para las explotaciones agrícolas. Actualmente está catalogada como Espacio Etnológico de Interés Local.

## Descripción
La alquería se sitúa en una zona de huerta, regada por aguas de la acequia de Moncada, actualmente de difícil acceso por la construcción de carreteras de acceso a la ciudad por la ronda oeste.
Se trata de un espacio constructivo de considerables dimensiones que acabó compartimentándose, dando origen a cuatro alquerías que conforman el actual conjunto. La gran nave longitudinal, que surge de las sucesivas ampliaciones de la original alquería musulmana, forma una única nave, con cuatro propietarios diferente que acabaron dando nombre a sus respectivas posesiones.  La alquería de Cañizares, que hoy se conoce como  Angulo; la alquería de Blat, Ismael Blat fue un conocido pintor nacido en Benimamet; la alquería de Malgeni y la alquería Daniel Pons el Rey, actualmente conocida como alquería Lolín, nieta de Daniel Pons (siendo la que más transformaciones interiores ha sufrido, ya que está transformada en salón para celebraciones de diversos eventos).
Además, frente a ellas puede contemplar lo que resta de un antiguo pozo, cubierto actualmente, por el follaje de una higuera.